# Amber Heard
Amber Laura Heard (Austin, 22 d'abril de 1986) és una actriu estatunidenca. Va exercir un paper protagonista a la pel·lícula All The Boys Love Mandy Lane, amb la qual va debutar al Festival Internacional de Cinema de Toronto l'any 2006.

## Biografia
Va néixer i es va criar a Austin, Texas. El seu pare, David, és contractista, i la seva mare, Paige, és investigadora que treballa per a l'Estat buscant informació a Internet.
Heard va anar a l'Acadèmia catòlica St. Michael a Austin fins al seu tercer any, quan va sortir a buscar una carrera a Hollywood. Quan era adolescent, Heard va ser molt activa en el departament de drama de la seva escola i va aparèixer en anuncis i campanyes locals. A l'edat de 16 anys, va morir el seu millor amic en un accident de cotxe i Heard, que va ser criada com a catòlica, posteriorment es va declarar atea, a causa de la influència de les obres de Ayn Rand.

### Carrera professional
El seu debut com a conductora de televisió li va arribar en 2007 al programa de televisió Hidden Palms de la CW. El seu gran èxit li va arribar l'any 2008 amb actuacions a Never Back Down (Trencant les regles) i Pineapple Express (Superfumados / Pinya Express). L'any 2009 Heard va protagonitzar The Stepfather (El padrastre) i també va tenir un petit paper a la comèdia de terror Zombieland. També ha participat en The Joneses (Els Jones) (2010) i té els papers de les properes funcions en The Ward de John Carpenter, al costat de Nicolas Cage, en Drive angry (Fúria cega) i al costat de Johnny Depp en The Rum Diary.

## Vida privada
Amber va declarar ser bisexual l'any 2010, a l'esdeveniment del 25 aniversari de GLAAD, i va tenir una relació amb la fotògrafa estatunidenca Tasya van Ree des de 2008 fins a 2011.
Després va conèixer Johnny Depp durant el rodatge de The Rum Diary l'any 2011, i van començar a viure junts l'any següent. Es van casar el 3 de febrer del 2015 i divorciar al maig del 2016.

## Filmografia

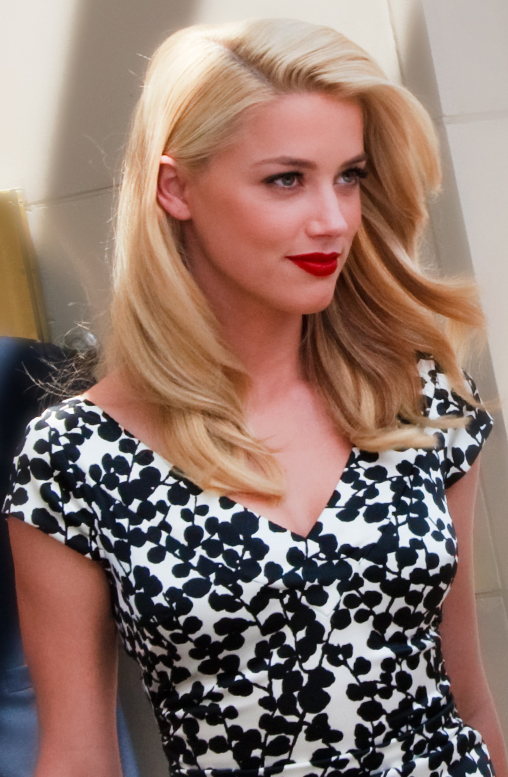
Amber Heard l'any 2009.

| Any  | Pel·lícula                     | Rol               | Notes            |
| ---- | ------------------------------ | ----------------- | ---------------- |
| 2004 | Friday Night Lights            | María             |                  |
| 2005 | Side FX                        | Shay              |                  |
| 2005 | Drop Dead Sexy                 | Candy             |                  |
| 2005 | North Country                  | Young Josey Aimes |                  |
| 2006 | Price To Pay                   | Trish             |                  |
| 2006 | The Prince                     | Serena            | Pel·lícula de TV |
| 2006 | You Are Here                   | Amber             |                  |
| 2006 | Alpha Dog                      | Alma              |                  |
| 2007 | Day 73 With Sarah              | Mary              | Curtmetratge     |
| 2007 | Remember the Daze              | Julia             |                  |
| 2008 | All the Boys Love Mandy Lane   | Mandy Lane        |                  |
| 2008 | Never Back Down                | Baja Miller       |                  |
| 2008 | Pineapple Express              | Angie Anderson    |                  |
| 2009 | The Informers                  | Christie          |                  |
| 2009 | Zombieland                     | 406               |                  |
| 2009 | The Stepfather                 | Kelly Porter      |                  |
| 2009 | ExTerminators                  | Nikki             |                  |
| 2010 | The Joneses                    | Jenn Jones        |                  |
| 2011 | The River Why                  | Eddy              |                  |
| 2011 | And Soon the Darkness          | Stephanie         |                  |
| 2011 | The Ward                       | Kristen           |                  |
| 2011 | Drive Angry 3D                 | Piper             |                  |
| 2011 | The Rum Diary                  | Chenault          |                  |
| 2013 | Paranoia                       | Emma Jennings     |                  |
| 2013 | Syrup                          | 6                 |                  |
| 2013 | Machete Kills                  | Miss San Antonio  |                  |
| 2014 | 3 Days to Kill                 | Vivi              |                  |
| 2015 | Magic Mike XXL                 | Zoe               |                  |
| 2015 | When I Live My Life Over Again | Jude              |                  |
| 2015 | The Adderall Diaries           | Lana Edmond       |                  |
| 2015 | The Danish Girl                | Oola Paulson      |                  |
| 2015 | London Fields                  | Nicola Six        |                  |
| 2017 | Justice League                 | Mera              |                  |
| 2022 | Man’s nightmare                | Herself           |                  |

### Televisió
| Año  | Títol               | Rol            | episodis                     |
| ---- | ------------------- | -------------- | ---------------------------- |
| 2004 | Jack & Bobby        | Liz            | 1x01 - "Pilot"               |
| 2004 | The Mountain        | Riley          | 1x08 - "A Piece of the Rock" |
| 2005 | The O.C.            | Salesgirl      | 2x15 - "Mallpisode"          |
| 2006 | Criminal Minds      | Lila Archer    | 1x18 - "Somebody's Watching" |
| 2007 | Californication     | Amber          | 1x08 - "California Son"      |
| 2007 | Hidden Palms        | Greta Matthews | 8 Episodis                   |
| 2011 | The Playboy Club    | Maureen        | Pilot                        |
| 2011 | Top Gear            | Herself        | 16x05                        |
| 2013 | My Heaven Will Wait | Celeste        | Protagonista                 |

## Premis
| Any  | Premi                               | Categoria                      | Pel·lícula | Resultat |
| ---- | ----------------------------------- | ------------------------------ | ---------- | -------- |
| 2008 | Young Hollywood Awards              | Breakthrough Performance Award | None       |          |
| 2009 | Detroit Film Critics Society Awards | Best Ensemble                  | Zombieland |          |
| 2010 | MTV Movie Awards                    | Best Scared-As-S*t Performance | Zombieland |          |